# Dywizja Grenadierów Pancernych Feldherrnhalle
Dywizja Grenadierów Pancernych Feldherrnhalle (niem. Panzer-Grenadier-Division Feldherrnhalle) – niemiecka dywizja grenadierów pancernych z okresu II wojny światowej.

## Historia
Dywizja powstała 27 maja 1943 r. w południowej Francji z odbudowywanej drugiej 60 Dywizji Piechoty, która zastąpiła jednostkę utraconą pod Stalingradem. Jesienią 1943 r. dywizja znalazła się na froncie wschodnim, gdzie walczyła do lata 1944 r. (Narwa, Witebsk, Orsza). Pod Mińskiem poniosła ciężkie straty i jej niedobitki zostały przerzucone na Węgry w celu odbudowania. Drugą Dywizję Grenadierów Pancernych Feldherrnhalle utworzono 1 września 1944 r. na bazie 109 Brygady Pancernej. 27 listopada jednostkę przemianowano na Dywizję Pancerną Feldherrnhalle.

## Dowódcy
- Generalleutnant Otto Kohlermann (od 17 lutego 1943)
- Oberst Albert Henze (od 13 lutego 1944)
- Generalmajor Friedrich-Carl von Steinkeller (od 3 kwietnia 1944 do 8 lipca 1944, gdy dostał się do niewoli pod Mohylewem)
- Generalmajor Günther Pape (od 1 września 1944)

## Skład dywizji (1944)
- 160  batalion pancerny
- 120  pułk grenadierów pancernych Feldherrnhalle
- 271  pułk fizylierów Feldherrnhalle
- 160  zmotoryzowany pułk artylerii
- 160  pancerny batalion rozpoznawczy
- 160  batalion niszczycieli czołgów
- 160  zmotoryzowany batalion inżynieryjny
- 160  zmotoryzowany batalion łączności
- 160  dywizyjne oddziały zaopatrzeniowe